# Renau (kommunhuvudort)
Renau är en kommunhuvudort i Spanien.   Den ligger i provinsen Província de Tarragona och regionen Katalonien, i den östra delen av landet, 400 km öster om huvudstaden Madrid. Renau ligger 169 meter över havet och antalet invånare är 103.
Terrängen runt Renau är huvudsakligen platt, men österut är den kuperad. Terrängen runt Renau sluttar söderut. Runt Renau är det mycket tätbefolkat, med 1 056 invånare per kvadratkilometer. Närmaste större samhälle är Tarragonès, 13,0 km söder om Renau. 